# タッチゴールド
タッチゴールド (Touch Gold) はアメリカ合衆国で生産された競走馬およびアデナスタリオンで繋養されている種牡馬である。半兄にウィズアプルーヴァルがいる。

## 経歴

### 競走馬時代
1996年（2歳時）はカナダのウッドバイン競馬場で走り、勝ったのは8月の競走馬デビュー戦のみだったが、重賞競走初挑戦となったグレイBCステークス (G3) で3着、G1競走初挑戦となったスウィンフォードステークスでは2着になるなどの好走を続けた。
1997年（3歳時）、この年からデヴィット・ホフマンズ厩舎に転厩し、3月の転厩初戦を制して、続く4月のレキシントンステークス (G2) ではスモークグラッケンを相手に勝利して重賞競走初勝利を挙げた。次はクラシック競走第2戦目のプリークネスステークスに挑んだがシルバーチャームに敗れて4着だった。続くクラシック競走第3戦目のベルモントステークスではシルバーチャームから3/4馬身差で先着し、G1競走初勝利を挙げた。その約2ヶ月にはハスケルインビテーショナルハンデキャップも制してG1競走を連勝したが、9月のペガサスハンデキャップ (G2) では4着、ブリーダーズカップクラシックでは最下位となる9着という結果に終わり、その後は休養に入った。
1998年（4歳時）、休養後はパトリック・バーン厩舎に転厩し、6月に実戦復帰して一般競走を制したが、続くパシフィッククラシックは4着、約2ヵ月後のファイエットBCハンデキャップ (G3) は2着、2年連続出走となったブリーダーズカップクラシックでは8着という結果に終わり、当年限りで競走馬を引退した。

### 種牡馬時代
1999年からアデナスタリオンで種牡馬入りした。
産駒は北米を中心に活躍し、G1競走を2勝したコンポージャーなどを輩出し、2004年のフォアゴーハンデキャップを制したミダスアイズなどが後継種牡馬となっており父系を残す事に成功している。
日本にも外国産馬として産駒が輸入されており、2003年にゲイリーリボルバーが産駒の中央競馬初勝利を記録している。2007年にはフェラーリピサが兵庫チャンピオンシップを制して産駒が日本の重賞競走で初勝利を挙げるなど、数は少ないが勝ち上がり率も高く日本でも産駒は活躍している。

## 主な産駒
- 2002年産
  - Composure / コンポージャー（2003年ラスヴァージネスステークス、サンタアニタオークス）
  - Midas Eyes / ミダスアイズ（2004年フォアゴーハンデキャップ、種牡馬）
  - Seek Gold / シークゴールド（2006年スティーブンフォスターハンデキャップ）
- 2001年産
  - Mass Media / マスメディア（2005年フォアゴーハンデキャップ、種牡馬）
  - Medallist / メダリスト（2004年ドワイアーステークス、種牡馬）
- 2002年産
  - エイシンヴァイデン（2004年フェニックス賞、野路菊ステークス）
- 2004年産
  - フェラーリピサ（2007年兵庫チャンピオンシップ、2008年エルムステークス、2009年根岸ステークス）

## 血統表
| タッチゴールドの血統デピュティミニスター系 / Northern Dancer 3×3=25.00% | タッチゴールドの血統デピュティミニスター系 / Northern Dancer 3×3=25.00% | タッチゴールドの血統デピュティミニスター系 / Northern Dancer 3×3=25.00% | （血統表の出典）  | （血統表の出典） |
| 父 Deputy Minister 1979 黒鹿毛                                          | 父の父Vice Regent 1967 栗毛                                             | Northern Dancer                                                         | Nearctic          | Nearctic         |
| 父 Deputy Minister 1979 黒鹿毛                                          | 父の父Vice Regent 1967 栗毛                                             | Northern Dancer                                                         | Natalma           |                  |
| 父 Deputy Minister 1979 黒鹿毛                                          | 父の父Vice Regent 1967 栗毛                                             | Victoria Regina                                                         | Menetrier         | Menetrier        |
| 父 Deputy Minister 1979 黒鹿毛                                          | 父の父Vice Regent 1967 栗毛                                             | Victoria Regina                                                         | Victoriana        |                  |
| 父 Deputy Minister 1979 黒鹿毛                                          | 父の母Mint Copy 1970 黒鹿毛                                             | Bunty's Flight                                                          | Bunty Lawless     | Bunty Lawless    |
| 父 Deputy Minister 1979 黒鹿毛                                          | 父の母Mint Copy 1970 黒鹿毛                                             | Bunty's Flight                                                          | Broomflight       |                  |
| 父 Deputy Minister 1979 黒鹿毛                                          | 父の母Mint Copy 1970 黒鹿毛                                             | Shakney                                                                 | Jabneh            | Jabneh           |
| 父 Deputy Minister 1979 黒鹿毛                                          | 父の母Mint Copy 1970 黒鹿毛                                             | Shakney                                                                 | Grass Shack       |                  |
| 母 Passing Mood 1978 栗毛                                               | 母の父Buckpasser 1963 鹿毛                                              | Tom Fool                                                                | Menow             | Menow            |
| 母 Passing Mood 1978 栗毛                                               | 母の父Buckpasser 1963 鹿毛                                              | Tom Fool                                                                | Gaga              |                  |
| 母 Passing Mood 1978 栗毛                                               | 母の父Buckpasser 1963 鹿毛                                              | Busanda                                                                 | War Admiral       | War Admiral      |
| 母 Passing Mood 1978 栗毛                                               | 母の父Buckpasser 1963 鹿毛                                              | Busanda                                                                 | Businesslike      |                  |
| 母 Passing Mood 1978 栗毛                                               | 母の母Cool Mood 1966 栗毛                                               | Northern Dancer                                                         | Nearctic          | Nearctic         |
| 母 Passing Mood 1978 栗毛                                               | 母の母Cool Mood 1966 栗毛                                               | Northern Dancer                                                         | Natalma           |                  |
| 母 Passing Mood 1978 栗毛                                               | 母の母Cool Mood 1966 栗毛                                               | Happy Mood                                                              | Mahmoud           | Mahmoud          |
| 母 Passing Mood 1978 栗毛                                               | 母の母Cool Mood 1966 栗毛                                               | Happy Mood                                                              | La Reigh F-No.2-n |                  |